# Pierre Marie de Bicquilley
Pour les autres membres de la famille, voir Charles François de Bicquilley.
Pierre Marie de Bicquilley, né le 6 novembre 1771 à Toul, tué le 27 janvier 1809 à la Bataille de Villafranca del Bierzo (Espagne), est un général français du Premier Empire.

## Biographie
Issu d'une famille noble, dont plusieurs membres ont acquis une réputation honorable dans la magistrature, les sciences et le service militaire, Pierre Marie de Bicquilley nait à Toul (Trois-Évêchés), le 6 novembre 1771. Son éducation est dirigée vers l'état militaire auquel il est destiné. Après avoir fait des études convenables, il est admis, le 1er mars 1792, à l'École d'artillerie de Châlons, en qualité d'élève sous-lieutenant, et entre lieutenant au 6e régiment d'artillerie le 1er septembre suivant. Il fait, à compter de cette époque, toutes les campagnes de la Révolution.
Le jeune Bicquilley, qui sert en 1793 a l'armée du Nord, sous les généraux Lamartillière et Houchard, et en l'an II, sous Moreau, est nommé capitaine le 28 vendémiaire de cette dernière année, et se distingue, dans la nuit du 16 au 17 thermidor, au siège de l'Écluse, où il fait exécuter des travaux importants qui amènent la reddition de ce fort.
Sa bravoure, ses connaissances militaires et surtout l'avantage de combattre souvent sous les yeux de Napoléon Bonaparte, lui valent un avancement rapide.
Il fait ensuite les campagnes de l'an III et de l'an IV à l'armée de Sambre-et-Meuse, sous Jourdan ; à l'armée de Hollande, des ans V, VI et VII, sous Beurnonville, Joubert, Hatry et Brune. Ce dernier général lui décerne le grade de chef de bataillon sur le champ de bataille de Bergen, le 2e jour complémentaire an VII.
En l'an VIII et partie de l'an IX, il sert à l'armée du Rhin sous Moreau. Attaché à la 16e division militaire en l'an IX, le premier Consul lui confie, à la paix de Lunéville, le commandement de l'artillerie de Boulogne, alors attaquée par une flotte anglaise.
En l'an IX, ayant été chargé de l'armement des côtes du Pas-de-Calais, le premier Consul, qui les visite au mois de messidor, lui témoigne sa satisfaction dans les termes les plus flatteurs et il le nomme, le 6 brumaire an XII, colonel du 7e régiment d'artillerie à pied. Le 19 frimaire et le 25 prairial de la même année, il le fait membre et officier de la Légion d'honneur ; il est à cette époque, employé au camp de Montreuil comme chef d'état-major d'artillerie.
Entretemps, en 1802, il se marie avec Charlotte Pierrette, fille de Jean Nicolas Seroux de Fay, général de division d'artillerie.
Il se trouve avec son beau-père et son beau-frère, Brunel, officier de grand mérite marié à la seconde fille du général Jean Nicolas Seroux de Fay, au combat de Landsberg. Ils sont dans la même mêlée lorsque le cheval de son beau-père et le sien sont frappés du même boulet, lui-même atteint d'une blessure grave et son beau-frère mis hors de combat.
À Friedland, une blessure des plus graves le met hors de combat, sous les yeux même de son beau-père, qui commandait en chef l'artillerie du corps du maréchal Ney, à qui l'on doit le succès de cette journée.
Après quatre années de l'union la plus parfaite, son épouse sensible pleurant la mort d'un beau-frère tué au champ d'honneur, alarmée pour les jours de son mari exposé à chaque instant au même sort, succombe elle-même à sa douleur et termine sa vie au sein de sa famille le jour même de la bataille de Friedland, à la même heure peut-être où son mari renversé et blessé était sur le point de se réunir à elle pour toujours. Quelques jours après, il apprend qu'au moment où sur le champ de bataille il brave la mort, sa jeune épouse rend le dernier soupir. Bicquilley, inconsolable d'une perte aussi cruelle, traîne pendant deux ans encore une vie languissante et maladive dont il atteint avec joie le terme. 
Il meurt le 27 janvier 1809, à Villafranca de Léon, où il commande l'artillerie du 6e corps de l'armée d'Espagne.
Il a été créé baron de l'Empire, nommé général de brigade le 14 novembre 1808 et commandeur de la Légion d'honneur le 11 juillet 1807.

### Vie familiale

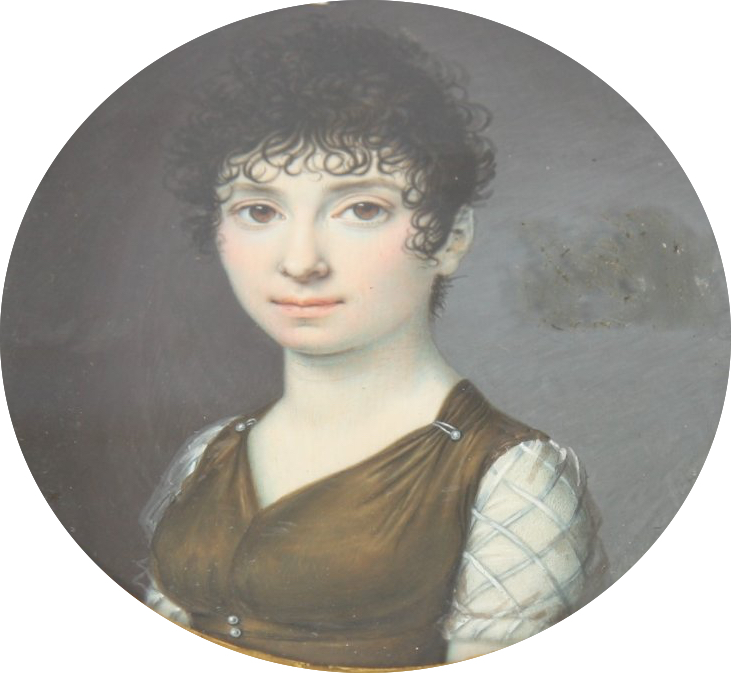
Portrait de la baronne de Biquilley, née Caroline de Seroux.

Fils de Charles François de Bicquilley (1738 ✝ 1814), militaire, philosophe et mathématicien, et de Marie Élisabeth Vuillemin (née en 1752), Pierre Marie épouse en 1802 avec Charlotte Pierrette, fille de Jean Nicolas Seroux de Fay. Un fils unique nait de leur union :
1. Charles Eugène Marie (27 octobre 1803 - Calais (Pas-de-Calais) ✝ 14 mai 1875 - Compiègne (Oise)), baron de Bicquilley (confirmé comme baron héréditaire par lettres patentes des 20 avril et 3 août 1816), Capitaine d'artillerie, marié, dont :
  1. Louise-Marie (22 octobre 1834 ✝ 1888), mariée le 12 septembre 1855 (Compiègne) avec Louis Émile Gustave Personne de Songeons (1827 ✝ 1875), sous-préfet de Dunkerque (1871), dont postérité ;
  2. Marie Louise Pauline (4 juin 1842 - Compiègne ✝ 9 décembre 1917 - Compiègne, inhumée à Hargicourt (Église Saint-Georges de Hargicourt), mariée le 11 mai 1863 (Compiègne), avec Raymond, 4e comte du Puget (1838 ✝ 1925).

## État de service
- Élève sous-lieutenant à l'École d'artillerie de Châlons le 1er mars 1792 ;
- Lieutenant au 6e régiment d'artillerie le 1er septembre 1792 ;
- Capitaine d'artillerie le 28 vendémiaire an II (19 octobre 1793) ;
- Chef de bataillon sur le champ de bataille de Bergen (à titre provisoire le 2e jour complémentaire an VII (10 septembre 1799), confirmé le 9 octobre 1800 ;
- Commandant de l'artillerie de Boulogne en l'an IX ;
- Chef d'état-major d'artillerie au camp de Montreuil en l'an XII ;
- Colonel du 7e régiment d'artillerie à pied le 6 brumaire an XII : (20 octobre 1803) ;
- Chef d'état-major de l'artillerie du 6e corps de l'armée d'Espagne du 7 septembre 1808 au 15 novembre 1808 ;
- Général de brigade le 14 novembre 1808 ;
- Commandant de l'artillerie du 6e corps de l'armée d'Espagne du 15 novembre 1808 au 27 janvier 1809.

## Campagnes
- Armée du Nord (1793 - an II) ;
- Armée de Sambre-et-Meuse (an III - an IV;
- Armée de Hollande (an V - an VII) ;
- Armée du Rhin (an VIII - an IX) ;
- Campagne d'Autriche (1805) :
  - Bataille d'Ulm ;
- Campagne de Prusse (1806) :
  - Bataille d'Iéna ;
- Campagne de Pologne (1807) :
  - Bataille de Friedland ;
- Campagne d'Espagne :
  - Bataille de Villafranca.

## Faits d'armes
- Bicquilley se distingue au siège de l'Écluse (nuit du 16 au 17 thermidor an II) ;
- Il se fait également remarquer à la défense de la place de Dunkerque, dans les plaines d'Alemaër, d'Ulm, d'Iéna, de Friedland par sa bravoure et son sang froid dans les circonstances les plus périlleuses :
  - On le voit à Friedland, blessé, culbuté de son cheval, remonter sur un autre et continuer à donner les ordres que commandait le gain de cette mémorable affaire.

## Blessures
- À Landsberg, il est atteint d'une blessure grave lorsque, le cheval de son beau-père et le sien sont frappés du même boulet ;
- À Friedland, une blessure des plus graves le met hors de combat.

## Décorations
- Légion d'honneur :
  - chevalier de la Légion d'honneur le 19 frimaire an XII, puis,
  - officier de la Légion d'honneur le 25 prairial an XII, puis,
  - Commandeur de la Légion d'honneur le 11 juillet 1807.

## Titres
- Baron de l'Empire le 28 octobre 1808.

## Pensions, rentes, etc.
- Donataire de l'Empire en Westphalie le 17 mars 1808 pour un revenu de 4 000 francs.

## Armoiries
| Figure | Blasonnement |
|        | Armes du baron de Bicquilley et de l'Empire (décret du 19 mars 1808, lettres patentes du 26 octobre 1808 (Paris)) Écartelé : au 1, d'azur, à la pyramide alésée d'or, maçonnée de sable ; au 2, du quartier des Barons-Militaires ; au 3, d'or, à la fasce de gueules, acc. de quinze billettes couchées de même, 5 et 4 en chef, 3, 2 et 1 en pointe (armes anciennes) ; au 4, d'azur, à deux étoiles d'or en chef, et une rose d'argent en pointe. (Séroux)., Livrées : bleu, rouge, jaune et blanc. |